# أحمد شوقي الأمين
السيد أحمد شوقي الأمين، عالم دين شيعي لبناني من جبل عامل، له العديد من المؤلفات والمواقف السياسية اللافتة، بالإضافة إلى نشاطه الاجتماعي والثقافي الأدبي البارز.

## ولادته ونشأته[1]
هو من بلدة مجدل سلم (قضاء مرجعيون) إحدى قرى جبل عامل في جنوب لبنان، وُلد في العام 1932 ميلادي، جدّه الأدنى لأبيه السيد علي محمود الأمين.

## دراسته وأساتذته
للتوسّع

## نشاطاته وسيرته
1. رئيس جمعية علماء الدين في لبنان
2. رئيس جمعية الأهداف الإسلامية
3. مستشار الشرف في المحاكم الشرعية العليا في لبنان.
4. مؤسس مدارس الأمين في لبنان في الستينات من القرن الماضي. وهي الآن تضم ألفي طالب، يتوزعون على أكثر من ثلاثين قرية وبلدة جنوبية، تحت اشراف 200 كادر إداري وتعليمي. والجدير بالذكر أن لهذه المدارس متواجدة في أقضية صور وبنت جبيل ومرجعيون ولها خمسة فروع هي: مدرسة الأمين (مجدل سلم)- ابتدائية الهداية والإرشاد (السلطانية) – ثانوية الهداية (السلطانية)- الليسيه باستور (جويا) – مدارس الإمام علي (جويا)[2]
5. اعتقلته السلطات الإسرائيلية إبّان اجتياحها للجنوب اللبناني في العام 1982م. وما لبثت أن أفرجت عنه بعد مطالبة شعبية بذلك.[3]
6. في العام 2011 (تموز) خضع السيد أحمد شوقي الأمين لعملية جراحية إثر وعكة صحية المّت به.[4]
7. عمل على إعادة إحياء ندوة العليّة التي تأسست في بدايات القرن العشرين على يد السيد علي محمود الأمين في بلدة شقرا العاملية، وبعد وفاته انتقل أمر الاهتمام بها إلى السيد عبد الحسين الأمين وبعد وفاة الأخير أحيا امرها السيد محسن الأمين، ومن بعده انتقلت «ندوة العلية» إلى بلدة مجدل سلم حيث أعاد إحياءها السيد محمد باقر محمود الأمين. وهي اليوم عبارة عن ملتقى لأهل العلم والشعر والأدب وموئلاً لأصحاب الحاجات، ومحكمة لحلّ المشاكل والخلافات، وإصلاح ذات بيْن المتخاصمين. تعقد في كل نهار «الجمعة» من كل أسبوع، في دارة السيد أحمد شوقي الأمين.[5]
8. أثار جدلا ولغطا حول مشاركته في مؤتمر للسياسيين والمثقفين اللبنانيين أداره طارق عزيز في زيارته الأخيرة إلى بيروت قبل سقوط النظام البعثي في العراق.
9. له العديد من المؤلفات الأدبية والإسلامية.

## مؤلفاته[1]
- تحرير الكتابة
- نظرة في أوضاع لبنان والجنوب.
- التبيان في تفسير القرآن (تحقيق مع أحمد قصير)
- غرر الحكم ودرر الكلم (تصحيح وتحقيق)
- نزار الحر سيرة وشهادات (مع آخرين)
- مختصر زهرة الآداب.

## وفاته
ارتحل الی رحمة الله فی 2017م.